# Biston fortitaria
Biston fortitaria là một loài bướm đêm trong họ Geometridae.